# بطل الاتحاد الروسي (وسام)
بطل الاتحاد الروسي (بالروسية:  Герой Российской Федерации) هو وسام ولقب شرفي يُعطى لمواطني الاتحاد الروسي، تقديرًا لهم على خدماتهم للدولة الروسية.

## سبب الإنشاء
تحديد المعاير التي يتم الحصول من خلالها على وسام بطل روسيا

## مصــــادر
1. ↑  "معلومات عن بطل الاتحاد الروسي (وسام) على موقع bigenc.ru". bigenc.ru. مؤرشف من الأصل في 2019-12-13. {{استشهاد ويب}}: |archive-date= / |archive-url= timestamp mismatch (مساعدة)